# Stanisław Salwirak
Stanisław Salwirak, ps. „Wrona” (ur. 5 listopada 1915 w Kostrzeszynie, zm. 27 stycznia 1999) – oficer WP, uczestnik obrony Westerplatte, żołnierz Armii Krajowej.

## Życiorys
Syn Antoniego i Agaty z domu Chmielarz. Jego rodzice byli rolnikami. Miał dwóch braci i siostrę. Ukończył cztery oddziały szkoły powszechnej. Od najmłodszych lat pracował u rodziców na gospodarce.
W latach 1938–1939 odbywał służbę wojskową w 4 Pułku Piechoty Legionów w Kielcach. Na Westerplatte przybył 31 marca 1939. W czasie obrony placówki we wrześniu 1939 w stopniu starszego legionisty walczył w wartowni nr 4. Po kapitulacji ulokowany został w obozie jenieckim Stalag I A. Po półrocznym pobycie wywieziony do Westfalii, skąd skierowany został do pracy. W lutym 1942 przedostał się w rodzinne strony. Po trzech miesiącach ukrywania się został schwytany przez niemiecką żandarmerię. Został wywieziony na roboty przymusowe w głąb Rzeszy. Po raz drugi udało mu się uciec, po czym i wrócił do Kostrzeszyna. Tam nawiązał kontakt z Armią Krajową i wstąpił w jej szeregi pod pseudonimem "Wrona". Brał udział w potyczkach z Niemcami w okolicach Skalbmierza.
We wrześniu 1945 wraz z rodziną wyjechał na Ziemie Odzyskane. Zajął się gospodarstwem we wsi Rościsławice. W latach 1962–1972 pracował w Nadodrzańskich Zakładach Przemysłu Organicznego "Rokita" w Brzegu Dolnym. W 1972 podjął pracę jako murarz w Spółdzielni Kółek Rolniczych w Obornikach Śląskich. Na emeryturę przeszedł w 1978.
Nominację na stopień podporucznika w stanie spoczynku otrzymał w 1989.

## Życie prywatne
Żonaty, miał trzech synów: Adama, Andrzeja (ur. 1951) i Leszka, którzy zajęli się prowadzeniem własnej działalności gospodarczej.

## Ordery i odznaczenia
- Krzyż Srebrny Orderu Virtuti Militari
- Medal Zwycięstwa i Wolności 1945
- Odznaka Grunwaldzka (1960)
- Krzyż Kawalerski Orderu Odrodzenia Polski (1974)
- Brązowa odznaka "Zasłużony dla Województwa Wrocławskiego i Miasta Wrocławia" (1976)
- Medal "Za udział w wojnie obronnej 1939" (1982)
- Odznaka "Za zasługi dla Miasta Gdańska" (1984)
- Odznaka "Za zasługi dla Kielecczyzny" (1989)
- Odznaka Honorowa Związku Kombatantów RP i Byłych Więźniów Politycznych (1997)
- Medal 1000-lecia Miasta Gdańska (1997)[1]